# منطقة مفتوحة

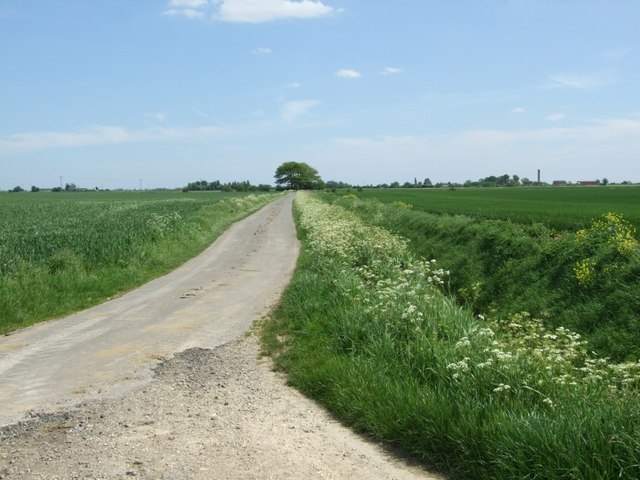
أرض زراعية في الفينات.

المنطقة المفتوحة أو الريف المفتوح أو الأرض المفتوحة هي منطقة في الغالب منبسطة وخالية من العوائق، مثل الأشجار والمباني. ومن أمثلتها الأرض الزراعية والأرض العشبية، وخصوصًا المناطق الخالية من العقبات، مثل المطار.
إن مثل هذه الأراضي مهمة في المناورات العسكرية والتكتيكات؛ حيث إن غياب العوائق يسهم في سهولة الحركة وإمكانية خوض المعارك على نطاق واسع. وتفضل هذه الأراضي عن الأراضي الضيقة في العمل الهجومي، ذلك أن الحركة السريعة تجعل المعارك الحاسمة ممكنة.
تميل أحمال الرياح إلى أن تكون عالية في المناطق الريفية المفتوحة؛ حيث إن عدد العوائق التي توفر مصدات الرياح قليل. وهذا يؤثر على تصميم الهياكل الطويلة، مثل أبراج الكهرباء وطواحين الهواء.